# 이용화백세영수첩
이용화백세영수첩(李容華百歲榮壽帖)은 대한민국 전북특별자치도 남원시에 있는, 고종 2년(1865)에 이용화에게 100세가 넘은 것을 축하하기 위해 관직을 수여한 병풍첩이다. 1995년 6월 20일 전라북도의 유형문화재 제148호로 지정되었다.

## 참고 자료
- 이용화백세영수첩 - 국가유산청 국가유산포털